# 人民性
人民性是一个政治术语。中共中央总书记习近平把人民性定义为“坚持人民性，就是要把实现好、维护好、发展好最广大人民根本利益作为出发点和落脚点，坚持以民为本、以人为本。”并认为“党性和人民性从来都是一致的、统一的。”

## 历史演变
党性、人民性最早见诸于马克思、恩格斯的笔下。但无论是马克思还是恩格斯或列宁,都没有对党性、人民性作出过明确的概念界定,也没有把它们放在一起来使用。
1839年，马克思在《关于伊壁鸠鲁哲学的笔记》中指出:“这些哲人和奥林帕斯山上的诸神的塑像一样极少人民性。”1842年4月，卡尔·马克思在《第六届莱茵省议会的辩论(第一篇论文)》中指出：“自由出版物的人民性(大家知道,画家也不是用水彩来画巨大的历史画的),它的历史个性以及那种赋予它以独特性质并使它表现一定的人民精神的东西——这一切对诸侯等级的辩论人说来都是不合心意的。”
1906年7月列宁在《杜马的解散和无产阶级的任务》中指出：“我们要力求使他们所有的人都知道先进的工人和农民决定很快就要掀起争取土地和自由的斗争，使他们所有的人都知道必须成立 战斗队，使他们所有的人都深信起义是不可避免的，起义是具有人民性的。”
1947年1月11日《新华日报》创刊九周年发表编辑部文章《检讨与勉励》，在中共新闻史上提出了党性、人民性的“统一论”：“新华日报的党性和它的人民性是一致的”,“这就是说,新华日报是一张党报,也就是一张人民的报纸,新华日报的党性,也就是它的人民性。新华日报的最高的党性,就是它应该最大限度地反映人民的生活和斗争,最大限度地反映人民的呼吸和感情、思想和行动。”
1958年，中共中央主席毛泽东写道：“中国教育史有人民性的一面。孔子的有教无类，孟子的民贵君轻，荀子的人定胜天，屈原的批判君恶，司马迁的颂扬反抗，王充、范缜、柳宗元、张载、王夫之的古代唯物论，关汉卿、施耐庵、吴承恩、曹雪芹的民主文学，孙中山的民主革命，诸人情况不同，许多人并无教育专著，然而上举那些，不能不影响对人民的教育，谈中国教育史，应当提到他们。”